# Damernas lagtävling i florett vid olympiska sommarspelen 1996
Damernas lagtävling i florett i de olympiska fäktningstävlingarna 1996 i Atlanta avgjordes den 25 juli.

## Medaljörer
| Event        | Guld                                                                     | Silver                                         | Brons                                                        |
| Florett, lag | Italien Francesca Bortolozzi-Borella Giovanna Trillini Valentina Vezzali | Rumänien Laura Badea Reka Szabo Roxana Scarlat | Tyskland Anja Fichtel Mauritz Sabine Bau Monika Weber-Koszto |

## Laguppställningar
| Argentina - Alejandra Carbone - Yanina Iannuzzi - Dolores Pampin Kina - Liang Jun - Wang Huifeng - Xiao Aihua Frankrike - Adeline Wuillème - Clothilde Magnan - Laurence Modaine-Cessac Tyskland - Anja Fichtel-Mauritz - Monika Weber-Koszto - Sabine Bau | Ungern - Aida Mohamed - Gabriella Lantos - Zsuzsa Némethné Jánosi Israel - Ayelet Ohayon - Lilach Parisky - Lydia Czuckermann-Hatuel Italien - Francesca Bortolozzi-Borella - Giovanna Trillini - Valentina Vezzali | Polen - Anna Rybicka - Barbara Wolnicka-Szewczyk - Katarzyna Felusiak Rumänien - Laura Cârlescu-Badea - Reka Zsofia Lazăr-Szabo - Roxana Scarlat Ryssland - Olga Sjarkova-Sidorova - Olga Velitjko - Svetlana Bojko USA - Ann Marsh - Felicia Zimmermann - Suzanne Paxton |